# Tubualá
Tubualá est l'un des quatre corregimientos du comarque indigène panaméen de Guna Yala. Il a une population de 6 733 habitants (2010).